# Alpha Regio

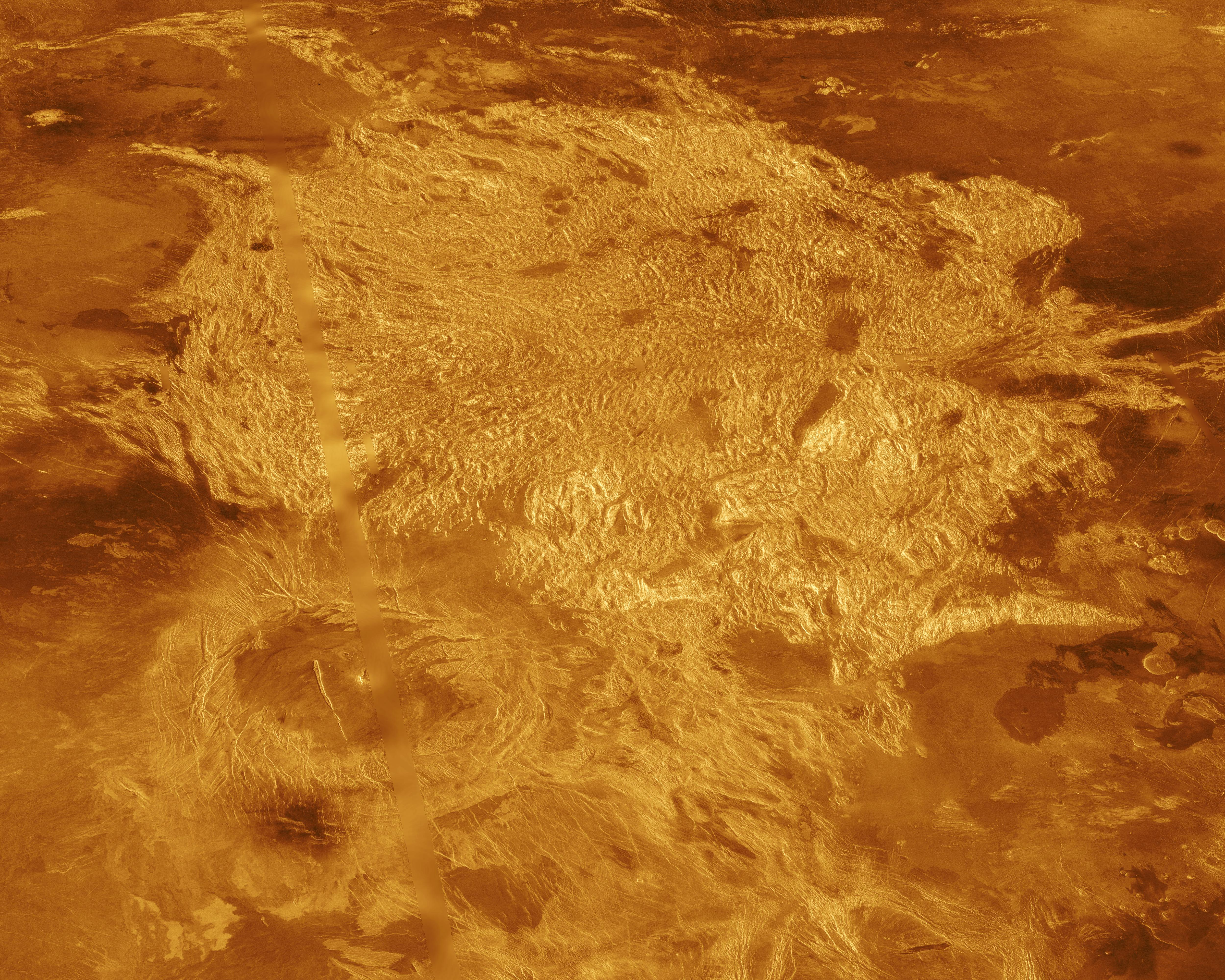
Fragment powierzchni obszaru Alpha Regio.

Alpha Regio – obszar wulkaniczny na Wenus. Ten obszar jest zbudowany głównie ze skał magmowych, wśród nich prawdopodobnie także granitów. Na obszarze tym znajduje się wzniesienie Eve Corona. Średnica Alpha Regio wynosi 1897 km. Decyzją Międzynarodowej Unii Astronomicznej nadana w 1979 roku nazwa tego obszaru pochodzi od pierwszej litery alfabetu greckiego.